# The Glitter Band
La Glitter Band es una banda de glam  rock de Inglaterra, quién inicialmente trabajó cuando Gary Glitter estaba respaldando la banda, cuándo entonces empezaron lanzar canciones propias. Eran extraoficalmente conocidos como los Glittermen en los primeros 4 singles singles por Gary Glitter de 1972 a 1973.
La Glitter Band tuvo siete Hits Top 20 en los mediados de los 1970´s, y tres álbumes de Hits. Pete Phipps Y John Springate están todavía actualmente de gira con La Glitter Band. John Rossall ha tenido giras bajo su nombre propio

## Historia
Cuándo Gary Glitter lanzó el sencillo  "Rock And Roll"  se convirtió en hit nro.2 en Reino Unido, su director Mike Leander se dio cuenta de que necesitaba una banda para respaldar y llamó a John Rossall quién era entonces el director musical del Boston Showband. Con unos cuantos cambios en la banda, el Boston Showband devenía el Glittermen, y más tarde El Glitter Band en 1973 eran: John Rossall (trombon y director musical), Gerry Shephard (guitarra y coros), Pete Phipps (bateria y teclados), Tony Leonard (bateria), John Springate (bajo y coros) y Harvey Ellison (saxofón). Ellos respaldaron a Glitter en actuaciones en vivo, a pesar de que en el estudio Mike Leander tocó todos los instrumentos, aparte de la sección de coros proporcionada por Rossall y Ellison en vivo.
En 1973, Rossall se acercó Leander con la sugerencia que el registro de banda algún material sin Glitter. Leander Estado de acuerdo, pero rehusó los primeros registros. La banda entonces volvió al estudio y grabó el Rossall/Shephard Cara "de Ángel de la composición", el cual conoció con Leander aprobación, pero no sin algunos cambios. La banda, ahora trabajando como la entidad separada con Tony Leonard habiendo reemplazado Pete Gill, así como continuando respaldar Glitter, jugado unos cuantos bien-espectáculos vivos recibidos antes de su primer solos salió, mezclando algunas canciones nuevas con versiones de canciones de los 50s y los 60s, En 1974, "Cara de Ángel" estuvo liberada encima Registros de Campana, logrando número cuatro en el Reino Unido Singles Gráfico, y outselling Glitter es "Recordarme De este modo". Los golpes más lejanos siguieron entre 1974 y 1976, junto con la liberación de cuatro álbumes. Rossall Dejó la banda el 31 de diciembre de 1974. Gerry Shephard, John Springate y Pete Phipps tomando encima liderazgo, con Springate tomando ventaja voc deberes en golpes como el ballad "Adiós Mi Amor", "Las Lágrimas Lloré", y "a Personas les Te Gusta". Las ventas cayeron en 1976, con el advenimiento de punk rock. Springate Y Shephard vio a los Sexo Pistols actuar en el Notre Dame Sala en 1976, y se dio cuenta de que su tiempo era arriba. La banda cambió a CBS Registros y Registros de Épica más tardía, y cambió su nombre a La Banda de G a disassociate ellos de Glitter, pero fallado para encontrar otro pega solo. El nombre reverted al Glitter Banda en Marcha 1977 para la liberación de "Mirar Qué  has Faltado", coescrito por John Rossall y Gerry Shephard.
En Mayo de 1977 vio la banda libera un final solo como el Glitter Banda, " Sea Bien". Finalmente Springate, Phipps y Shephard liberó "Gotta Conseguir un Mensaje Atrás A ti" en septiembre de 1977, bajo el nombre nuevo de Control de Tráfico del Aire. El solo, escrito por Springate y Phipps, nunca lo hizo pasado unos cuantos prensados comerciales iniciales en la etiqueta de Épica. En 1979, Shephard y Phipps trabajó con jugador de teclado de Chispas anterior Peter Oxendale, grabando los EE.UU. el álbum único Puesto Vuestro Dinero Donde Vuestra Boca Es. Ellos regrouped como El Glitter Banda en 1980 con la adición de Eddy Spence en teclados y Brian Jones que reemplaza Harvey encima saxo. Las liberaciones esporádicas más lejanas siguieron en el @1980s en una variedad de etiquetas. Trevor Cuerno guitarra de graves jugados para la banda en esta era. El perfil de la banda estuvo mantenido con un slew de liberaciones de Golpes más Grandes, principalmente concentrando en su cumbre mid-@1970s era.
Cantante/de guitarrista Gerry Shephard y drummer/pianist Pete Phipps (Eurythmics, XTC, y El Stranglers 1982-1985) reformó la banda en 1987, y exitosamente actuado en el Reino Unido y Europa, incluyendo visitas con Gary Glitter, hasta que 2001 cuándo partieron arriba. Shephard Y anterior drummer Tony Leonard formó una banda, whilst Phipps continuó actuar con su banda propia. Después de que Rossall estuvo tomado para cortejar en 1983, un mandato le prohibió de utilizar Glitter en su nombre de banda; un segundo legal gobernando en 1997, después de que Rossall hubiera incumplido persistentemente la primera orden, le valió una sentencia de prisión suspendida de un año que entraría en vigor si volvía a utilizar el nombre Glitter. Rossall Era posteriormente no dejado para utilizar Glitter Banda cuando parte del nombre de su banda, pero estuvo dejado para anunciar sus conexiones históricas a la banda. Con Shephard muerte en mayo de 2003, Leonard se retiró para concentrar en actividades de producción musical en Noruega, whilst ambos Phipps y Rossall continuó en la carretera con sus bandas propias.  Shephard Y Phipps hubo anteriormente guested en Denim Espalda En Denim (1992).
Pete Phipps Y John Springate todavía actuar vivo como El Glitter Banda. En abril de 2010, El Glitter la banda actuada en Scala, King Cross, Londres donde estuvieron unidos por huéspedes especiales Angie Bowie y Hormiga de Adam. Rossall Y Harvey Ellison también continuar visitar con su banda, liberando el álbum Glitteresque en 2008, el cual era posteriormente retirado de circulación por su compañía récord debido a contravención de marca.
Springate Y Shephard también escribió el Reino Unido 2000 Eurovision entrada de Concurso de la Canción, "no Juega Aquella Canción Otra vez" actuada por Nicki francés.
Phipps Y Shephard apareció en la línea de Desfile de la Identidad-arriba en el primer episodio de Nunca Importar El Buzzcocks, grabó el 28 de octubre de 1996.
En diciembre de 2013, John Rossall liberó un nuevo solo, un Glitter styled versión de la Navidad Blanca clásica.

## Discografía

### Singles
| Año  | Título                                   | Reino Unido Singles Gráfico |
| ---- | ---------------------------------------- | --------------------------- |
| 1974 | "Angel Face                              | Núm. 4                      |
| 1974 | "Justo para ti"                          | Núm. 10                     |
| 1974 | " Lets get together again"               | Núm. 8                      |
| 1975 | "Adiós Mi Amor"                          | Núm. 2                      |
| 1975 | "Las Lágrimas que Lloré"                 | Núm. 8                      |
| 1975 | "Amor en el Sol"                         | Núm. 15                     |
| 1975 | "Sólo Otra vez"                          | -                           |
| 1976 | "personas como tú y personas como yo"    | Núm. 5                      |
| 1976 | "No Hagas Promesas"                      | -                           |
| 1976 | "Pon Vuestro Amor en mi"                 | -                           |
| 1976 | "Makes you blind"                        | -                           |
| 1977 | " Look What You've Been Missing"         | -                           |
| 1977 | " Ella estaba bien"                      | -                           |
| 1977 | " I've Gotta Get a Message Back to You"" | -                           |
| 1981 | "Hasta el Tiempo Próximo"                | -                           |
| 1982 | "Heartbeat A Heartache"                  | -                           |
| 1984 | "Nada en absoluto"                       | -                           |
| 1985 | "Hasta el Tiempo Próximo" (Re-asunto)    | -                           |
| 1989 | "Angel Cara" (Regrabando)                | -                           |

### Álbumes

#### El Glitter Banda
- Hey (1974) Núm. de Reino Unido 13
- Rock 'n' Corro Dudes (1975) Núm. de Reino Unido 17
- Escucha a la Banda (1975)
- Marcas Ciegas (1975), Arista
- A Personas les Te Gusta (1977)

- Vivo en el Entoldado (1986)
- Glitz Blitz, Vivo! (1998), MCI
- Golpes más grandes ...Vivo! (2001), Armoury

- Golpes más grandes (1976) Núm. de Reino Unido 52
- La Colección (1990)
- Fuego de pop (1994), Pilz
- Dejado es Consigue Junto Otra vez (1996)
- 20 Glittering Greats (1998), Club de Música
- Plata sólida: El Definitivo Glitter Banda Vol. 1 (1998), Edsel
- El Mejor del Glitter Banda (1999)
- El Glitter Banda: La Campana Singles Colección (2000)
- Golpes más grandes (2002)

#### La Banda de G
- Partido de París (1976)

### Aspectos de película
Me recuerdo De este modo (1974), cuando ellos
Nunca Demasiado Joven de Sacudir (1975), cuando ellos